# Александър Сирнев
Александър Петрович Сирнев (на руски: Александр Петрович Сырнев) е руски офицер, полковник. Участник в Руско-турската война (1877 – 1878).

## Биография
Александър Сирнев е роден през 1855 г. в Казанска губерния в семейството на потомствен дворянин. Посвещава се на военното поприще и завършва Казанското пехотно военно училище (1875). Произведен е в първо офицерско звание подпоручик с назначение в 5-и Калужки пехотен полк.
Участва в Руско-турската война (1877 – 1878). Служи като квартирмайстер на 5-и Калужки пехотен полк и младши офицер в 1-ва рота на 1-ви батальон. Проявява се при превземането на Ловеч на 22 август 1877 г. Поема командването на 1-ва рота след раняването на командира капитан Василий Дзюба. Води я в състава на първия ешелон при щурма на турския редут на височина № 5. Подпоручик Сирнев е сред първите офицери, които нахлуват със своите подразделения в редута и го превземат. При щурма е ранен от вражески куршум, но остава в строя. За проявената изключителна храброст е награден с орден „Свети Георги“ IV степен (16 декември 1877). Бие се храбро при третата атака на Плевен и е награден с орден „Света Ана“ IV степен (1878).
След войната работи по планирането на паметниците на загиналите руски воини в България (1878). Служи в Казанското военно училище (1879). Излиза в оставка с повишение във военно звание полковник (1896). Избиран е за председател на Казанския местен съвет.
Заселва се във Вятска губерния и се занимава с обществена работа и два пъти е член на Държавния съвет от Вятска губерния (1909, 1912). Работи в комисиите по застрахователното дело, болничните каси и др.
Умира през 1915 г.